# Uvala Soline
Uvala Soline, ili još: zaljev Soline, uvala Klimno, Dobrinjski zaton, je uvala Jadranskog mora na istočnoj obali otoka Krka, na području općine Dobrinj, točno nasuprot Crikvenice. 

## Odlike
Uvala Soline je zatvorenog, ujezerenog tipa; ulaz u uvalu je uzak pa je izmjena morske vode vrlo slaba, a i vrlo je plitak. U smjeru istok – zapad uvala je duga oko 3, a u smjeru sjever – jug oko 2 km. Zatvara ju poluotok Sulinj u nastavku kojeg je i istoimeni greben.
Uvala pruža siguran zaklon od svih vjetrova i smatra se najsigurnijom na cijeloj istočnoj obali otoka Krka. Međutim, po buri je isplovljavanje iz uvale vrlo opasno jer su u Vinodolskom kanalu zapusi (refuli) bure najveće jakosti.
Dno je muljevito čime je vrlo pogodno i sigurno za sidrenje. Obale su blage i vrlo pristupačne na svim mjestima.
Na zapadu u uvalu utječe Veli ili Dobrinjski potok. Veli potok je zapravo maleni vodeni tok vrlo nestalnog, gotovo bujičnog karaktera. U zimskom periodu godine je bujan, a za vrijeme obilnih oborina se i izlijeva iz korita u svom donjem toku i popolavljuje. Ljeti često potpuno presuši. Izvire na dva mjesta: Ogreni kraj Dobrinja te nedaleko od Krasa. Iz ta dva izvora teku prvo dva potoka, jedan s istočne, drugi sa zapadne strane Dobrinja. U dobrinjskom polju se spajaju u jedan koji se zatim na području Melina ulijeva u uvalu.
Uvala je zapravo potopljeni nastavak središnje flišne zone koju čini dobrinjsko polje s Velim potokom.

## Uplovljavanje
U Soline se uplovljava iz Vinodolskog kanala, između grebena Sulinj sa sjeverne i rta Glavati s južne strane. S obzirom na to da je ulazak u uvalu uzak, pri uplovljavanju treba paziti na spomenuti greben i rt, a vodilja su tri svjetionika crvene svjetlosti koji ostaju s lijeve tj. južne strane.

## Hridi, otočić, plićine
Unutar uvale su: označena hrid Crni ili Mali Školjić, sjeverozapadno od njega je neoznačena plićina dubine samo 1 metar, nedaleko nje je i otočić Školjić ( ili još Veli Školjić, Kirinčić, Školj ). Iako je malen i nizak, uvijek i po svim vremenskim uvjetima je lako uočljiv zbog ruševina koje su na njemu.
Uvala je vrlo plitka s prosječnom dubinom od 3-4 metra. Najveća dubina je nedaleko hridi Mali Školjić, 7 metara. Zapadni dio uvale je najplići s niti 2 metra dubine, a u nastavku je pješćanik Meline. 

## Naselja
Tri su naselja na obalama zaljeva Soline: Klimno i Soline na južnoj obali te Čižići na zapadnoj. Osim vezova za brodice u njima ima trgovina, kafića, restorana, bankomata, a za potrebe brodice najviše opreme i usluga ima u najvećem mjestu Klimnu.
Čitava uvala i naselja administrativno pripadaju općini Dobrinj. Samo općinsko središte Dobrinj je ranosrednjovjekovni kaštel smješten na uzvisini ponad uvale, iznad mjesta Soline. Stoljećima se uvala često nazivala Dobrinjskim zatonom, ali je slabljenjem značaja Dobrinja, a širenjem priobalnih naselja, naročito nakon pojave turizma, to ime potpuno isčeznulo.
Osim Dobrinja, ponad uvale su još i sela Sužan, ponad Melina, i Hlapa smještena iznad mjesta Soline.

## Gospodarsko iskorištavanje

### Solane
Smatra se da je na području Melina još u antici postojala solana. U srednjem vijeku, kada je sol bila izuzetno cijenjena, solane su držali krčki knezova Frankapani. Zbog potrebe za radnom snagom u solanama Ivan VII Frankapan je u obližnja sela Sužan, Šugare, Čižiće, a manje i u Soline naselio Vlahe s Velebita. Frankapanima je solane, pored drugih brojnih imanja, 1. studenog 1412. godine, potvrdio sam Hrvatsko-ugarski kralj Sigismund. Prvi značajniji pisac o otoku Krku i izvrsni poznavatelj otoka, mlečanin Antonio Vinciguerra, koji je bio prvi venecijanski upravitelj otoka, piše da solana proizvodi "izvanrednu sol" ( „saline excellentissime“ ). O solani piše i Augustin Valerije u svom izvješću iz 1527. godine.
O važnosti solane svjedoči i činjenica da su u srednjem vijeku sela Soline, Sužan i Šugare činile zasebnu administrativnu jedinicu s posebnim sucem.
Padom otoka Krka pod vlast Mletačke Republike 1480. g. solane su zatvorene kako ne bi konkurirale venecijanskim solanama. Iako se dolaskom austrijske vlasti krajem 18. st., prema povjesničaru Ivanu Feretiću, planirala obnova solana, to nikada nije ostvareno.
Pogodnost za proizvodnju soli očita je: s obzirom na to da je pješćanik Meline velika zaravnjena površina u nastavku zaljeva, more ga dolaskom plime potapa, a povlačenjem mora, prilikom oseke, ostaju morske lokve koje se isušuju pa ostaje samo sol.

### Tvornica crijepova
U 19. st. na Melinama je radila i tvornica crijepova („Opukarija“), ali, iako je proizvodila kvalitetne crjepove, zbog nesloge suvlasnika, loših uvjeta rada te loše povezanosti s odredištima, propala je. Nekada je ta tvornica sa svojim dimnjakom predstavljala dolazak industrije u tradicijski poljoprivredni kraj, ali od tvornice nije sačuvano ništa. Vidljive su još samo velike rupe u kojima su nekada bile peći.

### Pjeskarenje
Osim za proizvodnju soli, pješćanik Meline se u 19. i početkom 20. st. iskorištavao i kao izvor pijeska koji se tradicionalnim brodicama trabakulima i bracerama odvozio u Crikvenicu, Rijeku, Opatiju za izgradnju vila i zgrada. 

### Brodogradnja
U novije vrijeme je u Klimnu manji brodogradilišni pogon.

### Školjkarstvo
Na sjevernom dijelu uvale je uzgajalište školjki. Kamenice iz uvale Soline spominju se već od 16. st. Soline se smatraju najpogodnijim lokalitetom za uzgoj školjaka na čitavoj istočnoj obali Jadrana i to prventsveno dagnji i kamenica. Čisto more u uvali omogućuje brz rast, nizak mortalitet i dobru kvalitetu školjaka. U dvije godine dagnje dosegnu 6 cm duljine. Ipak, trenutačna prizvodnja uzgajališta nije velika i niti približno ne iskorištava sve mogućnosti. 

## Turizam
Zbog plitkosti i zatvorenosti uvale, temperatura mora u uvali je viša nego izvan nje, a zbog čega sezona kupanja počinje već sredinom proljeća i traje do kasne jeseni. To je još jedan veliki potencijal u razvoju turizma u uvali Soline, naročito u predsezoni i posezoni kada je većini turističkih središta u Hrvatskoj teško privući značajniji broj posjetitelja. 
Ljeti je u uvali puno kupaća i brodica pa je, osim zbog plićina i hridi potrebna velika pažnja pri plovidbi.
Brojni posjetitelji dolaze u Soline odnosno na Meline upravo zbog ljekovitog mulja koje je blagotvorno za reuma, ali i za kožu. Stoga je ljeti vrlo česta pojava velik broj ljudi čija su tijela potpuno prekrivenih crnim muljem. Unatoč tome smatra se da je potencijal uvale još uvijek neiskorišten. Već dulje vrijeme se razmatra izgradnja zdravstveno-turističkog objekta na lokalitetu Meline. Veliku prepreku tome predstavlja činjenica što ne postoji kanalizacijska mreža, a otpadne vode iz takvog kompleksa ne bi se smjele ulijevati u uvalu. 
U mjestima u uvali nema ni jednog hotela, ali je velik broj privatnih smještajnih kapaciteta. U Klimnu postoji auto–kamp.
Poluotok Sulinj se spominje kao vjerojatno prvo golf igralište na otoku Krku, ali istodobno i kao mogući prostor za izgradnju apartmanskog naselja. 
Nekoliko kilometara sjeverno od zaljeva je špilja Biserujka, duga svega 110 metara, ali bogata stalagmitima i stalaktitima. Otvorena je za javnost tek od 1997. g., ali je danas jedna od najposjećenijih špilja u Hrvatskoj.
Srednjovjekovni kaštel Dobrinj nad uvalom bogat je kuturnim znamenitostima i galerijskim i muzejskim prostorima.
Istovremeno planiranje gradnje novih apartmanskih naselja, uz već postojeću preizgrađenost, kao odlike masovnog turizma s jedne, te uređenje golf terena, lječilišnog centra te bogaćenja ponude marine u Klimnu, kao odlike elitnog turizma s druge strane, upućuju na nejasne vizije i planove dotične jedinice lokalne samouprave oko budućeg turističkog razvoja.

## Ekološka osjetljivost
Zbog plitkosti i slabe fluktuacije morske vode, uvala Soline je osobito ekološki osjetljivo područje. I najmanje onečišćenje unutar uvale može imati dugotrajne posljedice. Veliki problem predstavlja i nepostojanje kanalizacijskog sustava za obalna naselja, a čije se stanovništvo u ljetnim mjesecima poveća za nekoliko puta.
Negativnu pojavu u pogledu očuvanja okoliša i mediteranske ambijetalnosti predstavlja pretjerana apartmanizacija koja je prisutna u sva tri naselja, a u kojima velike, betonske kuće različitih, često neprikladnih, upadljivih boja odudaraju od starih malenih, kamenih, primorskih kuća idealno uklopljenih u vizure uvale. Mjesto Čižići po svom povijesnom postojanju nije bilo na samoj obali nego poviše uvale, ali se u posljednjih nekoliko desetljeća potpuno spustilo do mora.
Nekontrolirana, stihijska i pretjerana izgradnja naročito je prisutna malom mjestu Soline čija je autohtona arhitektura u potpunosti zagušena neprikladnim novoizgrađenim objektima.

## Arheološka istraživanja
Krajem 2006. g. u suradnji Instituta za arheologiju, Pomorskog i povijesnog muzeja Hrvatskog primorja i Zavičajnog muzeja Poreštine, započela su arheološka istraživanja na području uvale Sveti Petar na sjeverozapadnoj strani uvale Soline, u neposrednoj blizini ruševina srednjovjekovne crkvice Svetog Petra. Tom prilikom pronađeni su brojni ostaci antičke keramike, a koja upućuje da je izvjesni Seksto Metilije Maksim, vlasnik keramičke radionice u antičko doba na području današnje Crikvenice, imao i keramičku radionicu u uvali Sveti Petar. Osim toga, postoji mogućnost da je u uvali postojala i antička luka. Takvi nalazi, uz one koji su ukazivali na pretpovijesnu i ranosrednjovjekovnu naseljenost dobrinjštine, imaju veliki značaj za potvrdu kontinuiteta naseljenosti ovoga kraja. 

## Vezovi
Sva naselja u uvali imaju vezove za brodice. Najviše ih je u Klimnu gdje pored lokalne lučice (porta) postoji i marina te suha marina. Posljednjih godina se bitno proširila i uredila lučica u Čižićima. Zbog ekološke osjetljivosti uvale, broj mogućih vezova trebao bi biti određen ekspertizom.

## Vanjske poveznice
- Službene stranica Općine Dobrinj  Arhivirana inačica izvorne stranice od 16. veljače 2010. (Wayback Machine)
- Službene stranice Turističke zajednice Općine Dobrinj  Arhivirana inačica izvorne stranice od 26. srpnja 2010. (Wayback Machine)